# Abribus
Pour les articles homonymes, voir Abri.

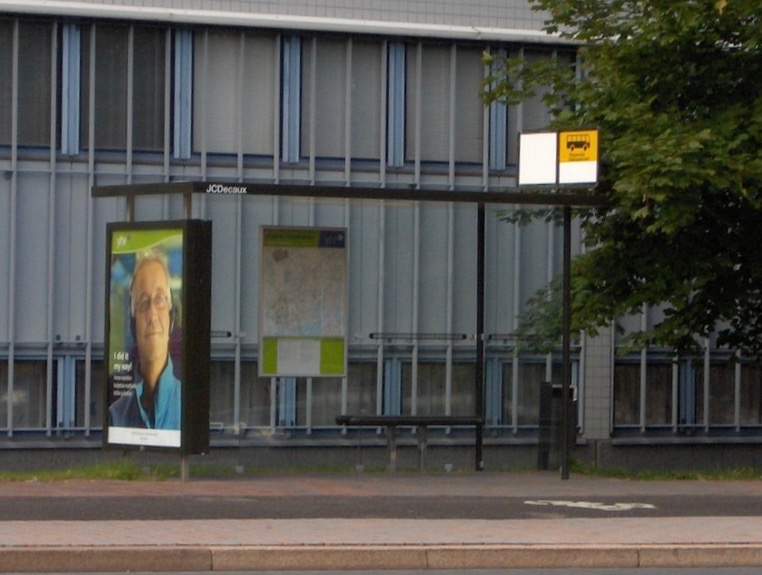
Abribus à Espoo (Finlande).

Un Abribus est un type d'aubette de marque déposée proposé pour la première fois en 1964 à Lyon (France), par l'entreprise JCDecaux. L'innovation de son créateur fut de doter l'abri de panneaux publicitaires et de proposer l'installation gratuite en échange du droit de commercialiser les publicités.

## Description
L'Abribus comprend des éléments de mobilier urbain permettant de protéger les usagers des intempéries aux arrêts des lignes de bus ou de cars associés à un emplacement pour des panneaux publicitaires. Le matériel est souvent fourni gratuitement par la société qui se rémunère par la publicité. Dans un contexte où la possibilité de créer de nouveaux emplacements publicitaires était limitée, ce concept a assuré la fortune de son créateur Jean-Claude Decaux et une position de quasi-monopole mondial, devançant ses concurrents américains Clear Channel et CBS.
Les clauses de tacite reconduction figurant dans les contrats anciens ont été jugées illégales et font l'objet d'avenants rectificatifs. Selon les points de vue, elles peuvent être considérées comme « abusives », c'est-à-dire sans contrepartie, comme une redevance d'occupation du domaine public, ou tout simplement la prohibition des engagements perpétuels. Ces deux fondements sont secondaires car l’interdiction est aujourd'hui liée aux questions de libre concurrence. En effet, en France, la mise en place de mobilier urbain est depuis[Quand ?] considérée soit comme une délégation de service public, soit comme un marché public, qui doivent tous deux faire l'objet d'une mise en concurrence régulière.

## Lexicologie
Le terme « Abribus » est un nom de marque lexicalisé qui est passé, dans plusieurs régions, dans le langage commun. L'Académie française recommande l'utilisation du terme français de Belgique « aubette » comme substitution. Selon elle, « Abribus » s'écrit avec une majuscule initiale. Inversement, l’Office québécois de la langue française l’écrit en minuscule et ne suggère pas de substitution.